# Vandelainville
Vandelainville is een gemeente in het Franse departement Meurthe-et-Moselle in de regio Grand Est en telt 152 inwoners (1999).

## Geschiedenis
Vandelainville werd samen met de gemeenten Arnaville en Bayonville-sur-Mad werden op 22 maart 2015 overgeheveld naar het kanton Pont-à-Mousson toen het het kanton Thiaucourt-Regniéville, waarvan de gemeenten daarvoor een exclave vormden, werd opgeheven. Op 1 januari 2023 werden de grenzen van de arrondissementen in Meurthe-et-Moselle aangepast waardoor de drie gemeenten alsnog overgingen van het arrondissement Toul naar het arrondissement Nancy.

## Geografie
De oppervlakte van Vandelainville bedraagt 1,4 km², de bevolkingsdichtheid is 108,6 inwoners per km².
De onderstaande kaart toont de ligging van Vandelainville met de belangrijkste infrastructuur en aangrenzende gemeenten.

## Demografie
Onderstaande figuur toont het verloop van het inwonertal (bron: INSEE-tellingen).